# Menzel Bourguiba
Menzel Bourguiba (en árabe: منزل بورقيبة) es una ciudad situada en el extremo norte de Túnez (37 ° 9'N 9 ° 47'E), a unos 60 km de Túnez, en la provincia de Bizerta. La ciudad se traduce el nombre de "Casa de Bourguiba", ya que fue nombrado después del primer presidente de Túnez independiente, Habib Bourguiba, en 1956.

## Antiguo nombre
Durante la época de la colonización francesa de Túnez (1881-1956), Menzel Bourguiba fue nombrado Ferryville que se refiere a un ministro francés en este período, Jules Ferry.

## Ciudades Hermanadas
- Stuttgart,  Alemania

- Datos: Q27435
- Multimedia: Menzel Bourguiba / Q27435